# تصریح مدل
یک تحقیق اقتصادسنجی با تصریح مدل آن، در رابط با پدیده‌های مشاهده شده مورد نظر آغاز می‌شود.
برخی از مهم‌ترین سوالات مطرح شده در رابطه با تصریح مدل عبارتند از:
- چه متغیرهایی باید در مدل جای گیرند؟
- شکل تابعی مدل چگونه است؟ آیا مدل از نظر متغیرها و/ یا پارامترها خطی است؟
- فرض‌های احتمالی ارائه شده در مورد متغیرهای وابسته، متغیر مستقل و جمله اخلال درون مدل چه می‌باشند؟

با وجود این هر تحلیل گر بایستی یک حقیقت اساسی را در مورد مدل‌های آماری در نظر داشته باشد، همه مدل‌های آماری دارای تصریح غلط هستند. 

ما در بهترین شرایط در جهان اطلاعات ناقص زندگی می‌کنیم؛ از این رو تصریح غلط یک مخاطره همواره حاضر است. اما به هر حال باید به گونه‌ای با مشکل تصریح غلط روبرو شویم، از این رو نیازمند گسترش احساسی از کیفیت داده‌ها، توصیفات و نیزپیش بینی‌های حاصل از مدل هستیم.
لازم است همواره به یاد داشته باشیم که تصریح غلط به معنای غیرقابل اطمینان بودن مدل نیست؛ بلکه به معنای ناکامل بودن آن است؛ بنابراین مدل‌های آماری علی‌رغم ناکامل بودن قابل اطمینان هستند.

## مقدمه
تصریح مدل به‌طور اخص در برگیرنده مباحث زیر می‌باشد:
- یک مدل با تصریح صحیح متضمن چه ویژگی‌هایی می‌باشد؟
- ممکن است با وجود ارائه مدل صحیح برای تحلیل یک مسئله خاص، به علت عدم دسترسی به آمار و ارقام، سهل انگاری یا ملاحظات هزینه‌ای مرتکب خطای تصریح (Specification Error) شویم. درعمل امکان وقوع چه نوعی از شکل‌های مختلف خطاهای تصریح وجود دارد؟
- وقوع هر یک از انواع مختلف خطای تصریح مدل چه نتایجی در بردارد؟
- آزمون‌های موجود برای کشف این نوع خطاها کدامند؟
- در صورت پی بردن به وجود خطای تصریح، چه راه‌هایی برای دستیابی و بازگشت به مدل صحیح وجود دارد؟
- در بندهای بالا فرض بر آن بوده که یک مدل صحیح وجود دارد و ما در پی یافتن مشکلات ناشی از کاربرد یک مدل ناصحیح بوده‌ایم. اما چنانچه اطلاعی از مدل صحیح نداشته باشیم، مرتکب نوع دیگری از خطا به نام خطای تعیین غلط مدل (Model Misspecification Error) می‌شویم. پرسش این است که چگونه می‌توان یک خطای تصریح مدل را از خطای تعیین غلط مدل تمییز داد؟

## ویژگی‌های یک مدل با تصریح صحیح
پرسشی که در اینجا مطرح می‌شود آنست که چگونه می‌توان یک مدل را به عنوان مدلی خوب مد نظر قرار داد. این سؤالی پیچیده‌است، به نحوی که اگر ملاکی برای قضاوت راجع به خوبی یا صحیح بودن مدل در دست نداشته باشیم، پاسخ دادن به این پرسش غیرممکن خواهد بود. ای. سی. هاروی در کتاب خود ملاک‌های زیر را برای قضاوت راجع به صحت یک مدل معرفی می‌کند:
- اصل قلت منطقی متغیرهای توضیحی (تیغ اوکام)
- اصل قابلیت تشخیص (Identifiability)
- نیکویی برازش (Goodness of Fit)
- سازگاری با تئوری (Theoretical Consistency)
- قدرت تعمیم دهی و پیش بینی (پیش‌گویی and پیش‌بینی)

### قلت منطقی متغیرهای توضیحی
یک مدل هیچ‌گاه قادر به توصیف دقیق واقعیت (آن طور که هست) نمی‌باشد؛ به عبارت دیگر برای توصیف دقیق واقعیت ناچار به ارائه چنان مدل پیچیده‌ای خواهیم بود که بکارگیری آن، در صورت امکان، فاقد کوچکترین ارزش عملی می‌باشد. ساده‌سازی و تجرید درهرنوع مدل سازی امری اجتناب ناپذیر می‌باشد. در این رابطه اصل قلت منطقی متغیرهای توضیحی حکم می‌کند که یک مدل بایستی تا آنجا که ممکن است ساده در نظر گرفته شود.
میلتون فریدمن، اقتصاد دان نامی معاصر، در مقاله مشهور خود، روش‌شناسی اقتصاد دستوری، چنین می‌گوید: «یک فرضیه (مدل) زمانی باارزش خواهد بود که قادر باشد میزان زیادی از تغییرات را بوسیله تعداد کمی از متغیرها توضیح دهد. » این بیان دال بر این است که برای درک اساسی هر پدیده تحت مطالعه، می‌بایستی تنها متغیرهای کلیدی را در تحلیل وارد نموده و بدین وسیله تمامی اثرات جزئی و تصادفی را به جزء اخلال (Error Term) منتقل نمود.

### قابلیت تشخیص
اصل قابلیت تشخیص بیان می‌کند که برای هر مجموعه داده معین، پارامترهای تخمین زده شده بایستی مقادیر منحصربه‌فردی را به دست دهند. به عبارت دیگر تنها یک و فقط یک تخمین برای هر پارامتر مشخص مدل به دست آید.

### نیکویی برازش
نظر به اینکه هدف اساسی یک تحلیل رگرسیون، توضیح تا حد امکان تغییرات متغیر وابسته به وسیلهٔ متغیرهای توضیحی لحاظ شده در مدل است؛ لذا یک مدل، زمانی به عنوان یک مدل خوب در نظر گرفته می‌شود که قدرت توضیح دهندگی آن، که توسط ضریب تعیین {\displaystyle R^{2}} اندازه‌گیری می‌شود، حتی الامکان بالا باشد. ضریب تعیین، شاخصی است که نشان می‌دهد تا چه اندازه معادله رگرسیونی نمونه‌ها، داده‌ها را به نیکویی برازش می‌کند. البته لازم است توجه شود که ملاک {\displaystyle R^{2}} را نمی‌توان و نبایستی به تنهایی در نظر گرفت؛ بلکه این ملاک را باید به موازات سایر ملاک‌ها (مانند حصول ضرایب دارای مقادیر عددی و علامت مورد انتظار بر طبق تئوری) بکار برد.

### سازگاری با تئوری
ممکن است یک مدل علی‌رغم داشتن {\displaystyle R^{2}} بالا، به علت اشتباه بودن علامت یک یا چند ضریب آن، مدل چندان مطلوبی نباشد. مثلاً در تخمین یک تابع تقاضا، چنانچه علامت مثبتی برای ضریب قیمت به دست آید، آنگاه می‌بایستی نتایج را با دیده تردید نگریست زیرا در این صورت منحنی تقاضای تخمین زده شده دارای شیب مثبت می‌باشد که این امرسازگار با تئوری نخواهد بود.

### قدرت تعمیم دهی و پیش بینی
سؤالی که در اینجا مطرح می‌شود آن است که آیا ضریب تعیین {\displaystyle R^{2}} ی بالای یک رگرسیون دلالت بر قدرت تعمیم دهی آن مدل دارد؟ پاسخ این سؤال تا حدی مثبت است؛ زیرا باید گفت که قدرت پیش‌بینی بیان شده توسط {\displaystyle R^{2}}، فقط در رابطه با یک نمونه و برای آن نمونه‌است. آنچه به‌طور کلی مد نظر است، قدرت تعمیم دهی و پیش‌بینی مدل برای دوره‌ای خارج از نمونه‌است. در این صورت است که می‌توان ادعا نمود مدل مورد استفاده، مدلی خوب و دارای تصریح صحیح می‌باشد.
در اینجا بیان نقل قولی از میلتون فریدمن قابل توجه‌است که می‌گوید: «» تنها آزمون مناسب برای اعتبار یک فرضیه (مدل) مقایسه پیش بینی حاصل از آن با تجارب واقعی است. «»

## انواع تصریح غلط مدل
به‌طور کلی تصریح ناصحیح مدل (Model Misspecification) می‌تواند ناشی از وقوع یکی یا تعدادی از چهار دسته کلی خطاهای زیر باشد:
1. شکل تابعی غلط (Wrong Functional Form)
2. وارد کردن یک متغیر نامربوط (Inclusion of an Irrlevant Variable)
3. حذف یک متغیر مربوط (Exclusion of a Relevant Variable)
4. خطای اندازه‌گیری (Measurement Error)

در بسیاری از تحقیقات کاربردی، داده‌ها در اثر ارتکاب خطاهای ترتیب یا عدم پوشش کامل یا خطای حذف برخی از مشاهدات ارزش خود را از دست می‌دهند. به ویژه آنکه در علوم اجتماعی غالباً اتکا بر داده‌های ثانوی است که چنانچه خطایی توسط سازمان جمع‌آوری‌کننده آن داده‌ها صورت گرفته باشد، راهی برای شناخت این خطاها نخواهیم داشت.
در اینجا این سؤال پیش می‌آید که چرا اصولاً مرتکب این چنین خطاهای تصریح می‌شویم؟ در پاسخ باید گفت که در بسیاری از موارد ما مدل صحیح را می‌دانیم، اما مدل مذکور به دلیل عدم دسترسی به آمار و ارقام قابل کاربرد نیست. برای مثال در تحلیل تابع مصرف علاوه بر متغیر درآمد، میزان ثروت نیز به عنوان یک متغیر توضیح دهنده مطرح است اما چون غالباً دستیابی به داده‌های مربوط به ثروت چندان ساده نیست، این متغیر از تحلیل خارج می‌شود. دلیل دیگر این است که گاهی متغیرهای ضروری و تأثیرگذار قابل تشخیص هستند اما اطلاعی راجع به شکل تابعی دقیق رابطه موجود بین متغیرهای فوق در دست نیست. در غالب موارد نیز تئوری زیربنایی مسئله مورد بحث چیزی راجع به شکل تابعی دقیق نمی‌گوید؛ و بالاخره مهم‌ترین دلیل وقوع خطای تصریح که در اغلب موارد به شکل خطای تعیین غلط مدل می‌باشد، از این امر ناشی می‌شود که از ابتدا نمی‌دانیم که مدل صحیح کدام است.

## نتایج تصریح غلط مدل
پس از شناخت منابع تصریح غلط مدل، این سؤال مطرح می‌شود که صرف نظر از منابع خطا، نتایج مترتب برتصریح غلط مدل چه خواهد بود.

### شکل تابعی غلط
استفاده از شکل تابعی غلط می‌تواند منجر به خودهمبستگی و واریانس ناهمسانی در مدل شود.

### وارد کردن یک متغیر نامربوط
فرض کنید که مدل حقیقی به صورت زیر باشد:
اما بنا بر دلایلی ما از مدل زیر استفاده کرده‌ایم:
بدین ترتیب مرتکب خطای واردسازی یک متغیر غیرلازم در مدل شده‌ایم. نتایج وقوع این خطا به صورت خلاصه به قرار زیر می‌باشند:
- تخمین زن‌های OLS بدست آمده از مدل غلط، {\displaystyle \alpha _{0}\,}، {\displaystyle \alpha _{1}\,} و {\displaystyle \alpha _{2}\,} همگی ناتور و سازگارند.
- واریانس جزء اخلال {\displaystyle \sigma ^{2}\,} به طور صحیحی تخمین زده می‌شود.
- در نتیجه پروسه تعیین فاصله اطمینان و نیز فرایند آزمون فرضیه، معتبر می‌باشند.
- اما در حالت کلی تخمین زن‌های {\displaystyle \alpha _{i}\,} نا کارا هستند یعنی واریانس آنها عموماً بزرگتر از واریانس {\displaystyle \beta _{i}\,}های مدل حقیقی است.

بنابرآنچه گفته شد، توجه به این نکته ضروری است که هنگامی که یک مدل بر اساس تئوری مربوطه فرمول بندی شده‌است، حذف یک متغیر مربوط از آن به هیچ وجه توصیه نمی‌شود.

### حذف یک متغیر مربوط
حال فرض کنید که مدل حقیقی به صورت زیر باشد:
اما بنا بر دلایلی ما از مدل زیر استفاده کرده‌ایم:
نتایج حذف یک متغیر مربوط، در اینجا {\displaystyle X_{2}}، به قرار زیر می‌باشد:
- چنانچه متغیرحذف شده {\displaystyle X_{2}} با متغیر {\displaystyle X_{1}} همبسته باشد، آنگاه ضرایب {\displaystyle \alpha _{0}\,} و {\displaystyle \alpha _{1}\,} نه تنها دارای تورش هستند بلکه ناسازگار نیز خواهند بود.
- چنانچه متغیرهای {\displaystyle X_{2}} و{\displaystyle X_{1}} ناهمبسته باشد، آنگاه علی‌رغم ناتور بودن {\displaystyle \alpha _{1}\,}، ضریب {\displaystyle \alpha _{0}\,}دارای تورش خواهد بود.
- واریانس جزء اخلال {\displaystyle \sigma ^{2}\,} به طور صحیح تخمین زده نشده ومعمولا دارای تورش به سمت بالا می‌باشد.
- در نتیجه پروسه‌های فاصله اطمینان و آزمون فرضیه، نتایج گمراه کننده‌ای راجع به معنا داری آماری پارامترهای تخمین زده شده به دست می‌دهند.

بر اساس آنچه گفته شد در حالت کلی بهترین شیوه تنها وارد کردن متغیرهای توضیحی می‌باشد که
- برطبق تئوری مستقیماً متغیر وابسته را تحت تأثیر قرار می‌دهند.
- این اثرات بوسیله سایر متغیرهای توضیح دهنده لحاظ شده در مدل، بیان نشده‌اند.

## آزمون‌های کشف تصریح غلط مدل
نظر به اینکه ارتکاب خطای تصریح به صورت اجتناب ناپذیری صورت می‌گیرد، بنابراین آگاهی از وجود یا عدم وجود این دسته از خطاها در هر مسئله خاص در بسیاری موارد مشکل تر از آگاهی از نتایج این خطاهاست. در بسیاری از موارد خطای تصریح به‌طور سهوی بروز می‌کند که علت این امر ممکن است عدم فرمول بندی صحیح مدل در اثر ضعیف بودن تئوری زیربنای آن یا عدم دسترسی به داده‌های صحیح جهت آزمون مدل باشد. به هر حال سؤالی که در عمل با آن مواجه می‌شویم آن نیست که آیا چنین خطاهایی رخ می‌دهند بلکه پرسش اصلی چگونگی کشف این خطاهاست.

### آزمون خطای تصریح مدل
یک راه حل ساده برای آزمون کشف متغیرهای غیرلازم این است که آزمون معناداری ضرایب تخمین زده شده را به توسط آماره‌های مربوطه t ویا F انجام دهیم.

#### تصریح غلط
بهترین شاخص برای تشخیص اینکه مدل دارای تصریح غلط است، کشف این موضوع است که مدل مورد نظر دارای مشخصه‌های آماری نامطلوب می‌باشد. در این رابطه می‌توان از آزمون‌های زیر نام برد:
- آزمون باقی‌مانده‌ها
- آزمون d دوربین-واتسون
- آزمون Reset رمزی

این آزمون‌ها را می‌توان به صورت منفرد یا چندگانه مورد استفاده قرار داد.

#### شکل تابعی غلط
- شکل تابعی غلط، معمولاً توسط یک آزمون مناسب خود همبستگی نمایان می‌شود. در این حالت رفتار باقی‌مانده‌ها (Residual) بسیار هدایت گر خواهد بود.
- در داده‌های زمانی (time-series) گاهی خود همبستگی منفی نشانگر ساختار ضعیف مدل می‌باشد.

### آزمون تصریح واقعی مدل
پیش از معرفی آزمون‌های تصریح واقعی مدل (Actual Specification Tests) توجه به این نکته ضروری است که هیچ آزمونی برای بررسی درست بودن ساختار ضعیف نظری وجود ندارد.
بر خلاف خطای تصریح که یک مدل معین را برای مقایسه نتایج در نظر داریم، در خطای تصریح غلط مدل، ما مدل صحیحی را از قبل در ذهن نداریم. معمولاً اوضاع از این قرار است که ما با دو یا چند مدل یا تئوری رقیب مواجهیم که هر کدام مستلزم بررسی می‌باشند. یک روش برای انتخاب بین مدل‌های رقیب، ترکیب آن‌ها با یکدیگر و به دست آوردن یک مدل بزرگتر، سپس تصمیم‌گیری بر مبنای معناداری مدل‌های فوق می‌باشد. البته این روش در صورت وجود هم خطی شدید بین متغیرهای مدل‌های رقیب، روشی مناسب نیست.

#### (Schwartz-Bayesian Information Creterion (BIC
مدل‌هایی که به صورت نوعی دارای AIC و BIC کوچکتری باشند، ترجیح داده می‌شوند. کمتر بودن این ضابطه‌ها در یک مدل نسبت به مدل دیگر گویای آن است که افزودن یک متغیر جدید هزینه ناشی از کاهش کارایی (به دلیل افزایش تعداد متغیرها) را از طریق کاهش به اندازه کافی SSR جبران نموده‌است. برای N>۱۰۰، ضابطه BIC شاخص سخت گیرانه تری نسبت به AIC خواهد بود. دقت شود استفاده از این دو ضابطه منوط به این شرط است که تئوری اقتصادی هیچ رهنمودی در مورد انتخاب مدل مناسب نداشته باشد.

#### آزمون معناداری ضرایب
یک آزمون دیگر بررسی این موضوع است که آیا افزایش {\displaystyle R^{2}} به دلیل افزایش تعداد متغیرها از لحاظ آماری معنی دار است. این آزمون دقیقاً با تست اینکه آیا ضرایب متغیرهای افزوده شده برابر صفر هستند، همسان است.
که در آن {\displaystyle R_{1}^{2}} مربوط به مدل با متغیر اضافه شده‌است و {\displaystyle R_{0}^{2}} مربوط به مدل ابتدایی است.
تحت فرضیه صفر، ضرایب متغیرهای افزوده شده برابر صفر هستند، بنابراین چنانچه فرضیه صفر رد شود به معنای آن است که متغیرهای افزوده شده، متغیرهای تأثیرگذار هستند.
توجه به نکات زیر در زمینه تصریح غلط مدل لازم است:
- در انتخاب مدل مناسب بهتر است از مدل بزرگتر شروع نموده و با حذف متغیرهای نامربوط به مدل کوچکتر رسید. این روش دارای این مزیت است که تعداد تست آماری کمتری مورد نیاز است.
- بهتر است در آزمون‌های آماری از ضریب تعیین تعدیل شده (Adjusted {\displaystyle R^{2}}) که به صورت زیر محاسبه می‌شود، استفاده نمود.

- باید دقت شود که عدم معنا داری متغیرها ممکن است خود دارای معنای نظری (اقتصادی) باشد.

- با افزایش حجم نمونه به سمت بینهایت، تنها مدل حقیقی است که از قادر به گذراندن همه آزمون‌های آماری خواهد بود.